# Gilles Personne de Roberval
Gilles Personne (o Personier) de Roberval (Noël-Saint-Martin, 9 agosto 1602 – Parigi, 27 ottobre 1675) è stato un matematico e fisico francese.
A Parigi fu professore al Collège Gervais e poi tenne, fino alla morte, la cattedra di matematica al Collège Royal. Fu in contatto con i grandi matematici e fisici del suo tempo. Stimato anche da Pierre de Fermat e Blaise Pascal, fu uno dei precursori del calcolo infinitesimale; fra l'altro si occupò della determinazione delle tangenti e del calcolo di aree.
Affermò di aver ideato per primo il metodo degli indivisibili, ma ciò non corrisponde a verità in quanto il suo Traité des indivisibles è di vari anni successivo alla Geometria di Bonaventura Cavalieri.
Fu anche in polemica molto astiosa e, fra l'altro, ingiustamente, con Evangelista Torricelli, rivendicando la priorità della quadratura della cicloide.
Inventò un diffuso tipo di bilancia, che prese il suo nome, poi migliorato da Joseph Béranger.

## Opere
- Traité de mécanique des poids soutenus par des puissances sur des plans inclinés à l'horizontale - Trattato di meccanica dei pesi sostenuti da forze su piani inclinati dall'orizzontale, del 1636.
- Aristarchi Samii de mundi systemate partibus et motibus eiusdem libellus. Adiectae sunt AE. P. de Roberval, ... notae in eundem libellum (1644) - Trattato di astronomia che Roberval attribuisce ad Aristarco di Samo.
- Observations sur la composition et le moyen de trouver les tangentes aux lignes courbes - Osservazioni sulla composizione e il modo di calcolare le tangenti su linee curve.
- Traité sur la quadrature de la parabole - Trattato sulla quadratura della parabola, del 1651.
- Les principes du devoir et des connaissances humaines - I principi del dovere e delle conoscenze umane, pubblicato postumo nel 1845.
- Géométrie des indivisibles - La geometria degli indivisibili.
- Éléments de Géométrie - Elementi di geometria, pubblicato postumo nel 1696.
- Traité des mouvements composés - Trattato dei moti composti.
- Résolution des équations planes et cubiques - Risoluzione delle equazioni piane e cubiche.
- La trochoïde - La trocoide.
- Tractatus mechanicus - Trattato di meccanica, scritto nel 1645.
- Theorema lemmaticus, scritto nel 1645.